# ディラン・マクラフリン
ディラン・マクラフリン(Dylan McLaughlin 1993年12月2日–)はアメリカ合衆国の俳優である。『ER』『ボーンズ』等のTVシリーズや『アリスは悩める転校生』『幸せのルールはママが教えてくれた』『ペナルティ・パパ』他の映画に出演している。また『アイ・カーリー』にベンジー役で登場した。

## 来歴
カリフォルニア州サンディエゴのラ・メサ(La Mesa)にて誕生したマクラフリンは、同じく既に子役となっていた兄の勧めで演者の道に進んだ。彼は舞台負け(Stage fright)に悩まされてステージに立てなくなることが何度もあると述べている。

## 賞
2008年にマクラフリンは、ヤング・アーティスト・アワード(Young Artist Award)から『幸せのルールはママが教えてくれた』の演技で長編映画助演若手男優賞（ミュージカル・コメディ部門）に、『ユーヴ・ガット・ア・フレンド』ではTV映画・ミニシリーズ・スペシャル番組主演若手男優賞にノミネートされた。

## 出演作品
| 映画・番組                                         | 役                            | 年        | 題                                                                                    |
| -------------------------------------------------- | ----------------------------- | --------- | ------------------------------------------------------------------------------------- |
| ドラグネット / Dragnet                             | オリヴァー・ハームソン        | 2003      | 2003年度 シーズン1 第7回 (7話) "ジ・アートフル・ドジャー"                             |
| ザ・ディヴィジョン / The Division                  | ビリー・ライト                | 2003      | シーズン3 第10回 (54話) "レィディオアクティヴ・スパイダーズ"                          |
| 堕ちた弁護士 -ニック・フォーリン- / The Guardian   | エヴァン・アトキンス          | 2003      | シーズン3 第6回 (51話) "惜愛の夜"                                                     |
| シーイング・アザー・ピープル / Seeing Other People | ジェイク                      | 2004      |                                                                                       |
| ペナルティ・パパ / Kicking & Screaming             | サム・ウエストン              | 2005      |                                                                                       |
| スーパークロス / Supercross                        | トリップ・カーライル (少年期) | 2005      |                                                                                       |
| ボーンズ / Bones                                   | アレックス・モリス            | 2006      | シーズン2 第3回 (25話) "ジュリエットの悲劇"                                           |
| 幸せのルールはママが教えてくれた / Georgia Rule    | サム                          | 2007      |                                                                                       |
| ユーヴ・ガット・ア・フレンド / You've Got a Friend | ボビー                        | 2007      | TV映画                                                                                |
| アリスは悩める転校生 / Alice Upside Down           | パトリック・ロング            | 2007      |                                                                                       |
| ジャーニーマン 時空を越えた赤い糸 / Journeyman     | スティーヴン (少年期)         | 2007      | 第6話 "兄弟の絆"                                                                      |
| ER緊急救命室 / ER                                  | マーカス・ファネカ            | 2007      | シーズン14 第8回 (298話) "もう戻れない"                                               |
| アイ・カーリー / iCarly                            | ベンジー                      | 2007–2009 | 第15話 "ハッカーを許すな!" 第39話 "サムがイメチェン? " 第40・41話 "ホンキ?恋する14歳" |

## 参照
1. ↑  http://onscreenandbeyond.com/podcast/osb015Dylan.mp3
2. ↑  “2008 Winners and Nominees "29th Annual Awards"”.   Young Artist Awards. 2013年9月4日閲覧。